# Kirishima (stad)
Kirishima (Japans: 霧島市, Kirishima-shi) is een Japanse stad in de prefectuur Kagoshima. In 2015 telde de stad 126.879 inwoners. 

## Geschiedenis
Op 7 november 2005 werd Kirishima benoemd tot stad (shi). Dit gebeurde na het samenvoegen van de toenmalige gemeente Kirishima met de stad Kokubu (国分市) en de gemeenten Fukuyama (福山町), Hayato (隼人町), Makizono (牧園町), Mizobe (溝辺町) en Yokogawa (横川町).
Subprefecturen:
Kumage · Oshima

Steden:
Aira · Akune · Amami · Hioki · Ibusuki · Ichikikushikino · Isa · Izumi · Kagoshima (hoofdstad) · Kanoya · Kirishima · Makurazaki · Minamikyushu · Minamisatsuma · Nishinoomote · Satsumasendai · Shibushi · Soo · Tarumizu

Districten:
Aira · Isa · Izumi · Kagoshima · Kimotsuki · Kumage · Soo · Satsuma · Oshima

Gemeenten per district